# Oosterweggroeve II

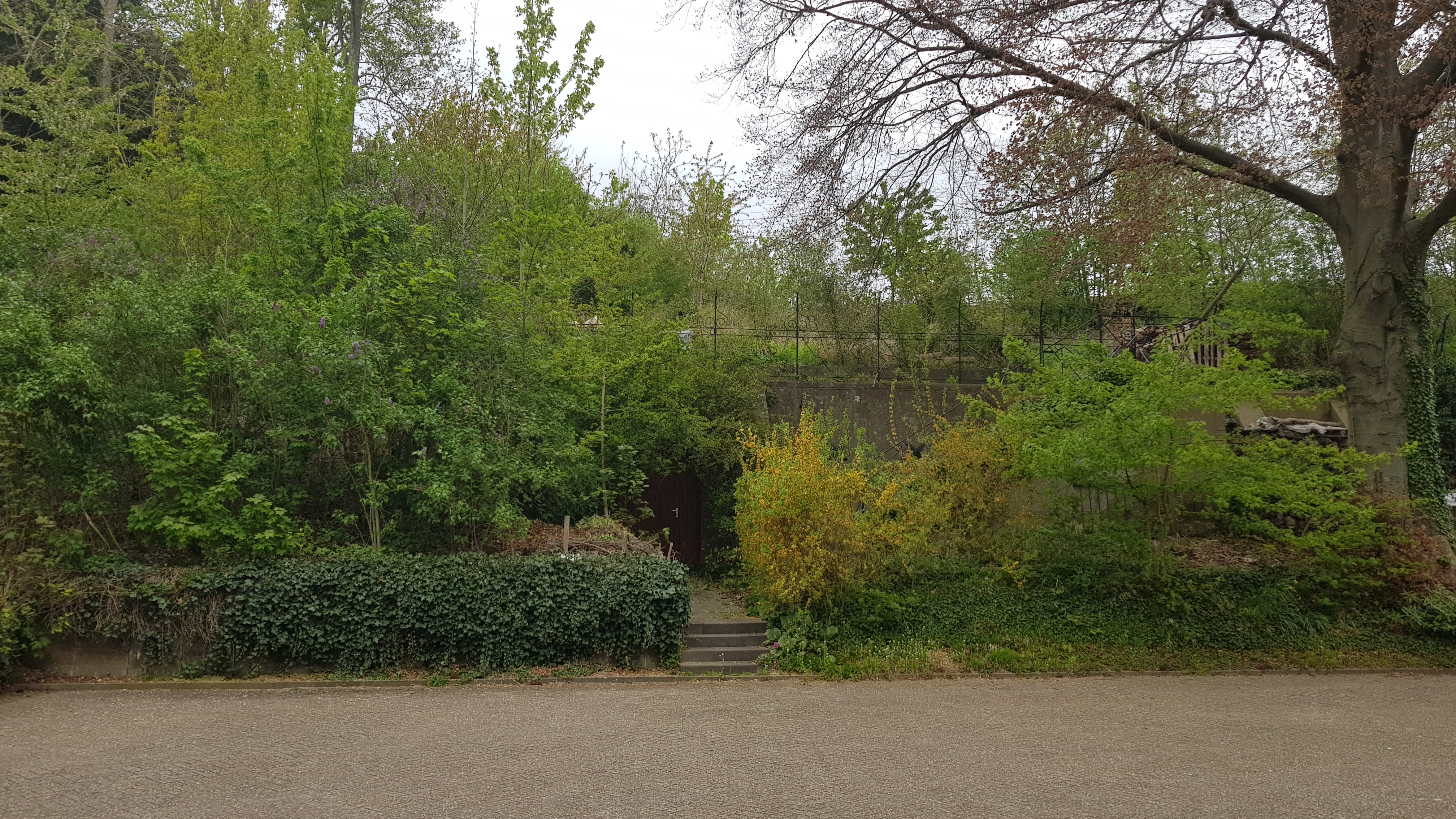
Oosterweggroeve II

De Oosterweggroeve II of Groeve achter de Dwingelberg is een Limburgse mergelgroeve in Nederlands Zuid-Limburg in de gemeente Valkenburg aan de Geul. De ondergrondse kalksteengroeve ligt achter het pand aan de Oosterweg 15 tegenover verpleeghuis Valkenheim aan de oostkant van Valkenburg. De groeve ligt in de westelijke helling van de Schaelsberg aan de zuidelijke rand van het Centraal Plateau in de overgang naar het Geuldal.
Op ongeveer 30 meter van de groeve ligt iets hoger op de helling de spoorlijn Aken - Maastricht. Op respectievelijk ongeveer 475 en 625 meter naar het zuidoosten liggen de Oosterweggroeve I en de Groeve Kasteel Oost bij Kasteel Oost, op respectievelijk ongeveer 375 en 465 meter naar het zuidoosten liggen de Nevenschaelsberggroeve en de Schaelsberggroeve, op ongeveer 515 meter naar het noordoosten ligt de groeve Auvermansboschke, op ongeveer 500 meter naar het noorden ligt de Groothofgroeve en op ongeveer 325 meter naar het noordwesten ligt de groeve Michielkesberg.

## Geschiedenis
De groeve werd door blokbrekers ontgonnen voor de winning van kalksteenblokken, maar de periode waarin dat gebeurde is niet bekend.

## Groeve
De groeve heeft een oppervlakte van ongeveer 129 vierkante meter.
De groeve is afgesloten met een deur.